# فردریک اکسن
فردریک اُکِسُن (به سوئدی: Fredrik Åkesson) گیتارنواز سوئدی است. وی هم‌اکنون عضو گروه پراگرسیو دث متال اپث است و پیش از پیوستن به این گروه در گروه آرچ انمی گیتار می‌نواخت. وی افزون بر اپث، در گروه krux نیز مشغول به فعالیت است. وی از سن ۱۲ سالگی نواختن گیتار را آغاز کرد و در اوایل تحت تاثیر گیتارنوازانی همچون ایگنوی مالمستین، مایکل شنکر،اولریش روت و جورج لینچ قرار داشت.
او بیشتر سال‌های هنری خود را با گروه هارد راک Talisman سپری کرد. مابین سالهایی ۲۰۰۵ تا۲۰۰۷ نیز مدتی در آرچ انمی گیتار زد. در سال ۲۰۰۷ و پس از جدا شدن پیتر لیندگرن، گیتارنواز سابق اپث، به آن گروه پیوست. نخستین تور او با اپث، تور پراگرسیو نیشن بود که اپث به همراه گروه دریم تیتر اجرا کرده بود. نخستین همکاری او با اپث نیز در آلبوم واترشد رقم خورد و در این آلبوم در سرایش قطعهٔ «Porcelain Heart» نیز به همراه میکائیل اکرفلت مشارکت کرد. وی در آلبوم ۲۰۱۱ اپث، هریتیج، نیز در ساخت یک قطعه به نام «Pyre» مشترک شده است (این قطعه در نسخه ویژه از آلبوم قرار دارد).